# Farumgård
Farumgård er en gammel hovedgård, som ligger i Farum Sogn, Furesø Kommune. Den nuværende hovedbygning, som er fredet, er opført i 1705 med François Dieussart som arkitekt. Gården er beliggende i tilknytning til den gamle Farum landsby og direkte mod Farum Sø.
Gården nævnes første gang i 1370 som en avlsgård under Roskilde Bispestol. Der er ikke fundet rester af den oprindelige hovedgård fra denne tid.

## Farum Len
Farum med hovedgården Farumgaard var oprindeligt et af de større len under roskildebispen. Blandt de kendte lensmænd er:
- 1372 Gerardus Jacobi (Ulfeldt).
- 1475 Jens Tetz Rosengaard (død før 1485).
- 1483 Hans søn Tetz Jensen Rosengaard (1468-1519).[4]
- 1515 Tetz Rosengaards enke, Alhed Jørgensdatter Urne (død 6. marts 1544 og begravet i Roskilde Domkirke), fortsætter som bispens lensmand.
- 1527 Tetz Rosengaards og Alhed Jørgensdatter Urnes søn, Jørgen Rosengaard, fik lenet af biskop Lave Urne, men blev slået ihjel 14. april 1532 af sin broder Jens (død 11. april 1561) (efter sigende ved et ulykkestilfælde), som sammen med moderen overtog lenet med livbrev.

## I kronens eje
- 1536 Efter reformationen overtages Farumgaard af kronen, men Alhed Jørgensdatter Urne får livbrev på lenet. Hun afregner dette år lenet med 10 mark.
- 1544-1666 Kronen begynder at give lenet til hofbetjente som dørknægte, herolder, kuske og hofapotekere.

I 1666 afhændes Farumgaard til adelige, senere fulgt af officerer og universitetslærere.

## Nyeste tid
Gården blev udstykket i 1906, og hovedbygningen og den omliggende skov og park blev i 1913 overtaget af Elisabeth Mozart Jensen. Farumgaards park er nu på 6 ha med 18.000 m² græsplæne. Hun fik ført parken tilbage til dens oprindelige franske barokstil, så den nu er et af de fineste eksempler på danske barokhaver, hvor hovedbygning og have går op i en højere enhed. Parken blev fredet i 1965.
Gården er i privat eje. Offentligheden har adgang til at gå igennem parkanlægget, der ligger ned til Farum Sø.

## Ejere af Farumgaard
- (1370-1536) Roskilde Bispestol
- (1536-1666) Kronen
- (1666-1668) Hans Svane
- (1668-1675) Frederik Wittinghoff Scheel
- (1675-1693) Vitus Pedersen Bering[7]/Adam Levin Knuth
- (1693-1704) Poul Vinding
- (1704-1715) Jens Rostgaard
- (1715-1741) Else Iversdatter gift Rostgaard
- (1741-1743) Johan Lorentz Castenschiold
- (1743-1759) Søren Jensen Elsegaard
- (1759-1768) Christian Ditlev Reventlow
- (1768-1774) Frederik von der Maase
- (1774-1776) Sophie Henriette Moltke gift von der Maase
- (1776-1782) Andreas Hauch
- (1782-1785) Charles Selby
- (1785-1790) Søren Kierulff
- (1790-1792) Carl Wilhelm Bang
- (1792-1798) Jens Lowson
- (1798-1806) Jakob Rosted
- (1806-1829) Peder de Svanenskiold
- (1829-1839) Frederik Frederiksen
- (1839-1842) Bilsted
- (1842-1871) Johan Henrik Fensmark
- (1871-1884) Thalia Dorothea Louise Holck gift Fensmark
- (1884-1886) Frederik Ernst Fensmark
- (1886-1889) Jakob Frederik Scavenius
- (1889-1891) Per Scavenius
- (1891-1906) Einar Sehested
- (1906-1910) Udstykningsselskabet A/S Farumgaard
- (1910-1932) Fru Mozart Jensen
- (1932-1965) St. Ursula Stiftelse
- (1965-2002) Finn Riis-Hansen/Ruth Kongshaug Henriksen gift (1) Andersen (2) Riis-Hansen
- (2002-2003) Boet efter Ruth Riis-Hansen
- (2003-) Kresten Andersen Bergsøe